# Дмитровка (Краматорский район)
Дми́тровка (укр. Дми́трівка) — село в Краматорской городской общине
Краматорского района Донецкой области Украины.

## Общие сведения
Население по переписи 2001 года составляло 962 человека. Почтовый индекс — 84190. Телефонный код — 626.

## Местная власть
84313, Донецкая область, г. Краматорск, пл. Мира, 2.